# Zpráva v láhvi (Hvězdná brána)
Zpráva v láhvi je 7. epizoda 2. řady sci-fi seriálu Hvězdná brána.

## Děj
SG-1 jsou na planetě P5C-353, hledají zdroj EM záření, které zjistila sonda. Zdrojem je kulatý kovový artefakt. SG-1 se zdráhají vzít artefakt hvězdnou bránou na Zemi, ale plukovník Jack O'Neill rozhodne, že potenciální výhody převažují nad riziky a artefakt je přinesen do SGC ke studiu.
Samantha Carterová a Dr. Daniel Jackson zkoumají objekt, ale nedaří se jim nic zjistit. SG-1 se chystá na misi do "pravěkého světa", když najednou se začne artefakt ohřívat a vyzařovat vysokou úroveň záření. O'Neill se rozhodne vrátit artefakt zpět na P5C-353 a tak on a Teal'c jej přenesou do místnosti s bránou.
Když je aktivována hvězdná brána, z artefaktu vystřelí ve všech směrech kovové hroty. Jeden z hrotů zasáhne O'Neilla do ramena a připíchne jej ke zdi. U O'Neilla se začínají projevovat první příznaky infekce. Dr. Janet Fraiserová zjistí, že některá antibiotika zpomalují infekci a Carterová zjistí, že nízká hladina kyslíku také zpomalí růst.
Generál George Hammond nařizuje karanténu a celá základna je zcela uzavřena a je spuštěno odpočítávání autodestrukčního systému. Carterová si uvědomí, že energie urychluje růst organismu a jaderný výbuch jej jen pomůže rozšířit po celé Zemi. Když to řekne Hammondovi, ten se pokusí zrušit autodestrukci, ale počítače jsou již také "infikovány" a nereagují na příkazy.
Najednou Jackson uvidí na jednom z monitorů symbol, který se shoduje se symbolem na artefaktu a pochopí, že organismus se snaží s nimi komunikovat. Carterová umožňují organismu růst a zvyšuje hladinu kyslíku. Teal'c zase několikrát na artefakt vypálí z tyčové zbraně, aby organismu poskytl více energie. Energie však zasáhne O'Neilla a ten upadne do bezvědomí.
O'Neill se probouzí z kómatu a mluví cizím hlasem. Není to však O'Neill, ale mimozemská entita, která skrze něj promlouvá. Diskuse s mimozemskou inteligencí ukazuje, že ačkoli nemá žádnou touhu škodit lidem, nechce se vrátit do původního světa a má v úmyslu zůstat na Zemi.
Jacksona napadne, že organismus by mohli poslat P4G-881, pravěký svět, kde bude mít dostatek prostředků. Organismus souhlasí a hroty se zasouvají do artefaktu. Je zadána adresa na P4G-881 a O'Neill posílá artefakt hvězdnou bránou. Počítače na základně se restartují a umožňují v poslední sekundě zatavit odpočítávání autodestrukce.